# Eclectus
Eclectus lub Electus – sługa cesarzy rzymskich, jeden z zabójców Kommodusa, którzy wynieśli do tronu Pertynaksa.
Iulius Capitolinus [Ver. 9] podaje, że zabójca Kommodusa Eclectus był wyzwoleńcem Lucjusza Werusa. Capitolinus pisze też, że Marek Aureliusz po śmierci Lucjusza Werusa oddalił wszystkich jego niegodziwych wyzwoleńców, zostawiając tylko Eclectusa, który cieszył się jego protekcją, a później zabić miał jego syna. Na tej podstawie można utożsamiać go z Eclectusem, mordercą Kommodusa wymienionego przez Kasjusza Diona [LXII 19.32, LXIII 1], mimo że w jego dziele Electus pojawia się dopiero jako sługa Ummidiusa Quadratusa.
Ummius Quadratus, u którego służył Eclectus, był synem siostrzeńca Antonina Piusa. Spiskował przeciw Kommodusowi, który skazał go za to na śmierć. Po zabiciu Quadratusa Eclectus został wybrany, by pełnić te same funkcje (cubicularius) u Kommodusa. Należał do najwyższych warstw dworaków cesarza, którzy rządzili państwem, kiedy on oddawał się rozpuście. Według Kassjusza Diona [LXXIII 14] poślubił jego ulubioną kochankę, Marcję, poprzednio żonę Quadratusa.
Razem z Marcią i Laetusem, prefektem pretorianów, należał do prowodyrów spisku przeciw Kommodusowi. Spisek był wynikiem uzasadnionej obawy całej trójki o własne życie - Eclectus, Marcia i Laetus odradzali Kommodusowi publiczne upokorzenie konsulów, przeszkadzając mu przez to w popołudniowym odpoczynku, za co umieścił on ich na samym początku listy osób, które zamierza ukarać śmiercią. Gdy Kommodus spał, dokument znalazło dziecko, które zaniosło go Marcji. Spiskowcy postanowili działać szybko - wieczorem 31 grudnia 192 podali Kommodusowi truciznę. Kommodus zwymiotował ją, spiskowcy posłużyli się jednak partnerem z zapasów cesarza, atletą Narcissusem, aby go dobił. Wiadomość o śmierci Kommodusa szybko rozeszła się po Rzymie, wywołując powszechną radość.
Według Iuliusa Capitolinusa [Pertin. IV 11] po zabójstwie Kommodusa Eklektus i Laetus przybyli do prefekta Rzymu Pertynaksa by upewnić go, że ma szanse na zdobycie władzy. Z trudem przekonali go, by zechciał zostać cesarzem, a następnie w tajemnicy i szybko przeprowadzili go do obozu wojskowego [Aurel. Vict. Epit. XVIII]. Pertynaks w mowie do żołnierzy twierdził, że Laetus i Eclectus mu ją narzucają. 
Pertynaks panował tylko przez kilka miesięcy - w marcu 193 zbuntowali się przeciw niemu pretorianie. Próbował osobiście łagodzić bunt, został jednak przez nich zamordowany. Towarzyszył mu Eclectus, który aż do końca odważnie dochowywał mu wierności i zginął razem z nim.
Prócz Iuliusa Capitolinusa, Kassjusza Diona i Aureliusa Victora o Eclectusie mówią Herodian [I 51, II 1] i Zonaras [XII 5].